# R-1 (míssil)
El coet R-1 (nom d'informació de l'OTAN SS-1 Scunner, nom en codi soviètic SA11, índex GRAU 8A11 ) va ser un míssil balístic tàctic, el primer fabricat a la Unió Soviètica, i molt basat en el coet V-2 alemany. El sistema de míssils R-1 va entrar en servei a l'exèrcit soviètic el 28 de novembre de 1950. Desplegada en gran part contra l'OTAN, mai va ser una arma estratègica eficaç. No obstant això, la producció i el llançament de l'R-1 van donar als soviètics una valuosa experiència que més tard va permetre a l'URSS construir els seus propis coets amb millors performances.

## Història
El 1945 els soviètics van capturar diverses instal·lacions clau de la producció de coets A-4 (V-2), i també van obtenir els serveis d'alguns científics i enginyers alemanys relacionats amb el projecte. En particular, els soviètics van aconseguir el control de la principal instal·lació de fabricació de V-2 a Nordhausen. Sota la supervisió de la Comissió Tècnica Especial (OTK) establerta per la Unió Soviètica per supervisar les operacions de coets a Alemanya, es van muntar i estudiar els A-4. Això va provocar el decret del 13 de maig de 1946 del Consell de Ministres soviètic per al desenvolupament, en part, d'una còpia soviètica de l'A-4, que seria el primer míssil balístic de producció nacional. Un altre decret el 16 de maig va convertir la planta MI Kalinin núm. 88, que havia produït artilleria i tancs durant la Segona Guerra Mundial en NII-88, encarregada de gestionar els programes de coets de llarg abast de la Unió Soviètica. :24-39
El 1947 van ser llançats 11 A-4, sis d'ells muntats a NII-88, els altres cinc a Nordhausen, tots per enginyers i tècnics alemanys, des del lloc de llançament soviètic Kapustin Yar. Només cinc dels coets van assolir el seu objectiu, aproximadament la mateixa fiabilitat que el coet havia tingut sota els alemanys durant la guerra. L'experiència derivada del muntatge i llançament d'aquests coets es va aplicar directament a la còpia soviètica, anomenada R-1, :41la producció de la qual va ser autoritzada per Josef Stalin l'abril de 1947. El dissenyador en cap de NII-88 Sergei Korolev va supervisar el desenvolupament de l'R-1. :49

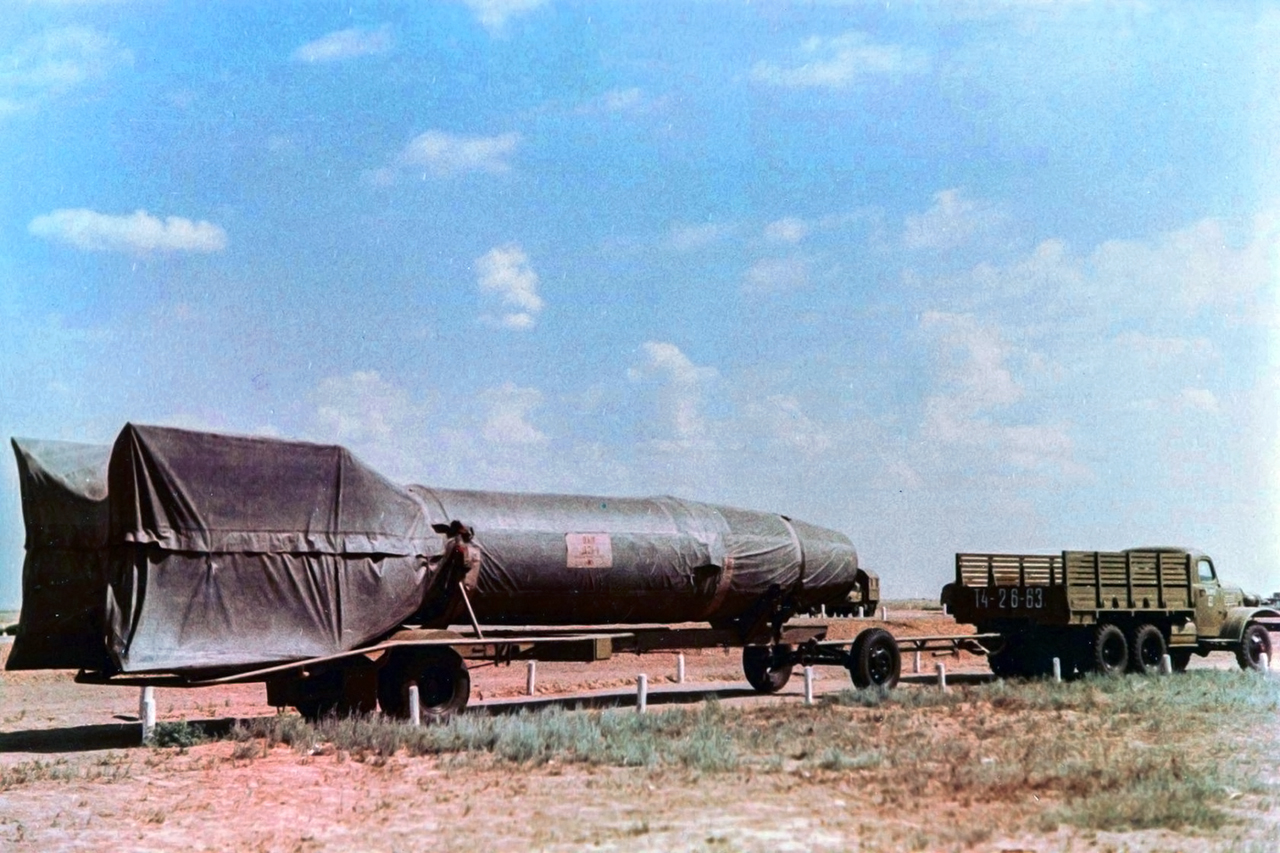
El primer coet A4 (de existències alemanyes) es transporta al lloc de llançament en un remolc de camions. Va ser llançat el 18 d'octubre de 1947 des del lloc de proves de Kapustin Yar

## Descripció i desenvolupament

Dibuix del míssil soviètic R-1, codi OTAN SS-1 Scunner

Tot i que l'R-1 era una còpia propera de l'A-4 alemany, finalment va ser considerablement més fiable que el seu predecessor gràcies a les millores fetes en el disseny original. El coet era de 14,650 mm (577 in) de llargada i pes de 13,5 tones. :509,2 tones de la massa de l'R-1 es van dedicar al propulsor: 4 tones d'alcohol etílic i 5 tones d'oxigen líquid, que alimentaven el motor RD-100 de disseny soviètic. :50El míssil R-1 podria transportar 785-quilogram (1,731 lb) ogiva d'explosiu convencional amb un abast màxim de 270 quilometres (170 mi), amb una precisió d'uns 5 quilometres (3.1 mi). un rang lleugerament superior al de l'A-4. :50
Les primeres proves del míssil van començar el 13 de setembre de 1948. Aquesta primera sèrie va revelar una varietat de problemes imprevistos que van afectar la fiabilitat del llançament i la precisió de l'objectiu. Sis dels deu coets d'aquesta sèrie es van negar a abandonar la plataforma de llançament. L'any 1949 es van fer millores correctives juntament amb millores del disseny experimental, amb una segona sèrie de vint proves que van començar al setembre i a l'octubre. La fiabilitat del llançament va ser del 100% i només dos míssils no van aconseguir els seus objectius. :129-142El sistema de míssils R-1 va entrar en servei a l' exèrcit soviètic el 28 de novembre de 1950.
L'R-1A, una variant de l'R-1 amb una ogiva separable, es va provar el 1949. Aquest desenvolupament va estar en gran part al servei del proper R-2 (míssil), :70un coet amb la mateixa càrrega útil i el doble d'abast de l'R-1. :49
Fins i tot després de l'adopció per l'exèrcit soviètic, la fiabilitat de l'R-1 continuava sent problemàtica. El cablejat elèctric aïllat de l'R-1 va atreure bestioles . En un incident de gener de 1953, milers de ratolins desplaçats per les inundacions van desactivar molts coets menjant-se l'aïllament, requerint "centenars de gats i reparadors". :116A més, el 10-20% dels míssils llançats es van trencar a la reentrada, un problema que també havia afectat l'A-4 en servei alemany. El 1954, això es va atribuir a l'escalfament de l'ogiva TNT, l'evaporació de la qual va provocar la ruptura de la carcassa de la càrrega útil, que al seu torn va fer detonar l'ogiva. :153Aquest problema es va resoldre en els coets R-2 i posteriors soviètics mitjançant l'ús del nas separable. :49

## Ús militar
Només es van desplegar tres brigades R-1, cadascuna equipada amb sis llançadors amb plataformes mòbils. La primera, la 23a brigada (BON RVGK), es va activar el desembre de 1950 i es va desplegar a Kamishin a l'oblast de Volgograd el mes següent. Aquesta unitat es va desplegar més tard a Belokovorovich a Ucraïna ; Šiauliai a Lituània ; Dzhambul, Kazakhstan, Ordzhonikidze, Armènia, l'Extrem Orient i la zona de Primorsk. Dues altres brigades, la 77 i la 90, es van formar a Lviv, Khmelnytskyi, i Zhytomyr, Ucraïna. Van ser traslladats a les Forces Terrestres l'agost de 1958. :78Tot i que l'R-1 era essencialment inútil com a arma contra l'OTAN, contra la qual es va desplegar gairebé exclusivament, va ser, tanmateix, inestimable per establir les bases de la indústria de coets soviètica. :153

## Coets-sonda R-1
Es van dur a terme experiments científics a gran altitud amb els dos últims dels R-1A el 1949, i després es van desenvolupar una sèrie de variants científiques especialitzades R-1: l'R-1B, R-1V, R-1D i R-1E. . Alguns van fer experiments per analitzar l'atmosfera superior, mesurar els raigs còsmics i prendre espectres UV llunyans del Sol. Altres portaven càrregues útils biològiques.
Entre el 22 de juliol de 1951 i el 14 de juny de 1956, els soviètics van llançar quinze d'aquestes variants R-1 que transportaven un parell de gossos com a càrrega útil. Tres de les missions van ser fracassos que van provocar la mort dels animals. El llançament d'un R-1V el 22 de juliol de 1951 va suposar la primera vegada que es van llançar gossos a l'espai i es van recuperar, precedint dues setmanes el primer èxit nord-americà. :21-23

## Operadors
-  Unió de Repúbliques Socialistes Soviètiques

- Exèrcit soviètic